# Debiopharm
Debiopharm est une société pharmaceutique suisse fondée en 1979 et dont le siège se situe à Lausanne, dans l'ancien immeuble administratif André & Cie S.A.

## Histoire
Rolland-Yves Mauvernay a fondé Debiopharm en 1979 à Martigny. En 1981, le laboratoire Cytotech est créé en Suisse et il devient après quelques années Debio Recherche Pharmaceutique (R.P.). Au départ, la société travaille sur l'interféron et, en 1982, elle commence à se concentrer sur la triptoréline, après avoir acquis les droits pour son développement auprès de l'Université Tulane. La première autorisation de mise sur le marché de la triptoréline est obtenue en France en 1986.
En 1989, Debiopharm acquiert la licence pour l'oxaliplatine de l'Université de Nagoya City. Le médicament est approuvé en premier lieu en Europe en 1996.

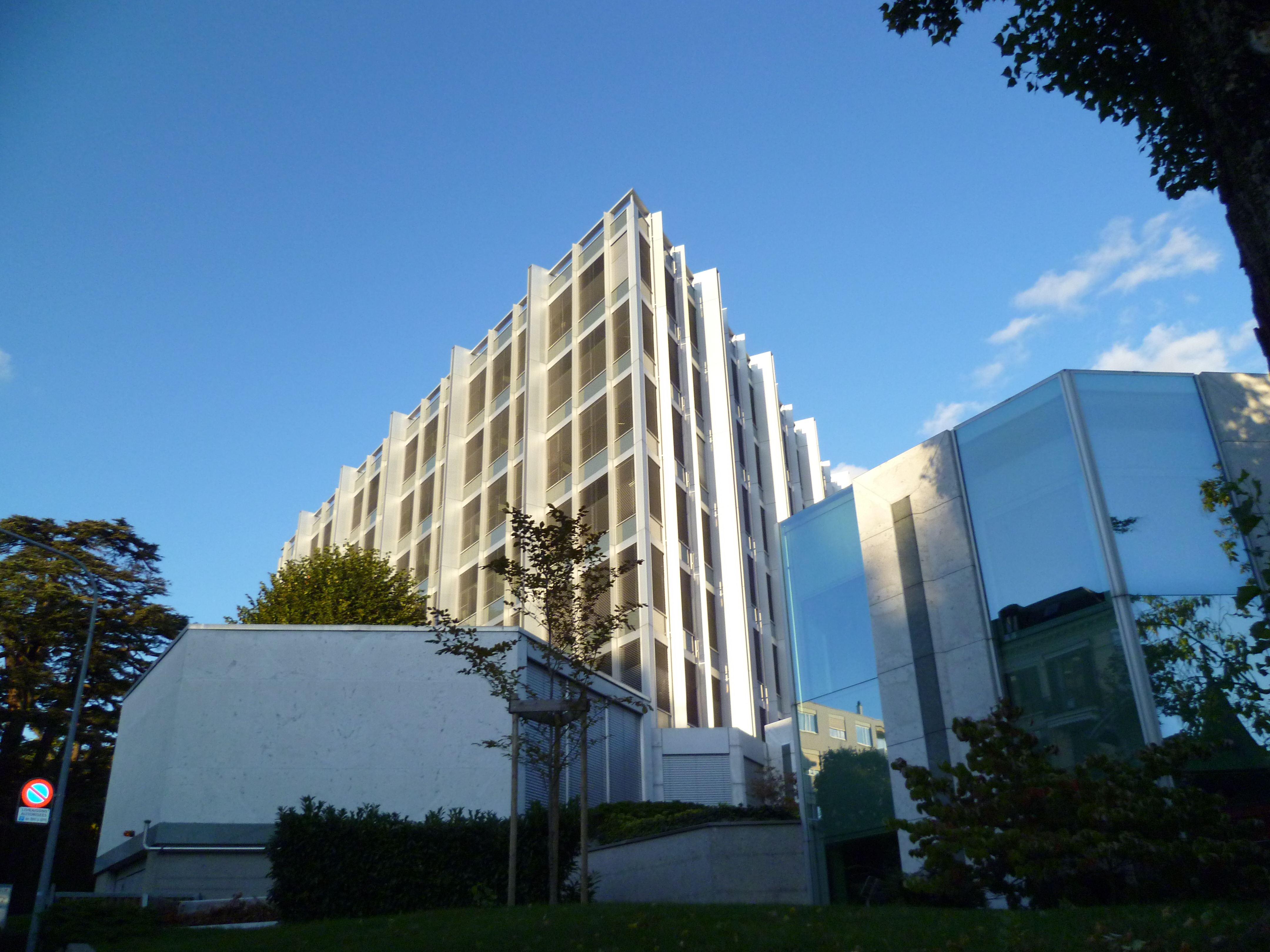
Le siège de Debiopharm à Lausanne.

En septembre 2004, après avoir occupé différents locaux à Lausanne, Debiopharm déménage son siège à l'adresse actuelle. En 2025, la société emploie 400 personnes .

## Structure
Après-demain est la société mère de Debiopharm chargée de soutenir la croissance du groupe en assurant des entrées régulières d'argent aux autres entreprises. Pour cela, l'entreprise investit dans différentes entreprises par capital-investissement, en prenant une part minoritaire du capital de jeunes entreprises, en particulier actives dans les domaines de l'innovation informatique, des cleantech et dans le service aux particuliers,.
Debiopharm est la division Sciences de la vie d'Après-demain, et est organisée en trois sous-divisions.

### Debiopharm International
La société biopharmaceutique Debiopharm se consacre à l'acquisition de licences de composants innovants pour les développer en médicaments et les commercialiser par le biais de partenariats. La société est divisée en trois pôles, principalement axés sur le développement de médicaments dans les domaines de l'oncologie et des maladies infectieuses, de la phase de candidat à la phase clinique, et se concentrant sur les petites molécules, les anticorps et les peptides, la recherche et la fabrication de formulations complexes (Debiopharm Research & Manufacturing) et la technologie d'administration des médicaments, ainsi que l'investissement dans la santé numérique, les données intelligentes et les start-ups technologiques innovantes dans le domaine de la santé (Debiopharm Innovation Fund).

#### Debiopharm Research & Manufacturing
Debiopharm Research & Manufacturing, précédemment appelée Debio R.P. et basée à Martigny, est à la fois un laboratoire de recherche appliquée sur des molécules et des systèmes de délivrance de médicaments et un site de développement et de production de ces mêmes médicaments. Le site, qui emploie près de 150 personnes, a été entièrement rénové et agrandi en 2015. Il est certifié par Swissmedic et l'Agência Nacional de Vigilância Sanitária (Brésil) et est régulièrement inspecté par la FDA (États-Unis) et la KFDA (Corée du Sud).

#### Debiopharm Innovation Fund
Debiopharm Innovation Fund est le bras d'investissement de la société et fournit un financement et des conseils aux entreprises travaillant sur le parcours du patient, la façon dont les essais cliniques sont menés, ainsi qu'aux entreprises proposant des plateformes numériques qui soutiennent les technologies de pointe en matière de médicaments. Depuis 2017, Debiopharm a investi dans de nombreuses entreprises de santé numérique, en dirigeant généralement les tours d'investissement.

## Produits
Parmi les produits développés par Debiopharm on trouve notamment :
- L'oxaliplatine, est une platine de type diaminocyclohexane (DACH), qui est devenue un traitement standard mondial pour le traitement des cancers du côlon et du rectum, ainsi que les cancers gastriques et du foie sous les noms d'Eloxatin (commercialisé par Sanofi), Elplat, Dacotin ou Dacplat[11];
- La triptoréline, est un agoniste de l'hormone de libération des gonadotrophines (GnRH) qui est approuvé pour plusieurs indications, notamment pour le traitement du cancer de la prostate ou l'endométriose et commercialisé sous les noms Decapeptyl, Neo Decapeptyl, Trelstar et Pamorelin[12],[13]. Cette dernière molécule est également commercialisée dans plusieurs pays d'Europe sous les noms de Salvacyl et Moapar sous forme de traitement de trois mois pour traiter des cas de déviance sexuelles graves[14];
- Le xevinapant, un inhibiteur pour le traitement du cancer de la tête et du cou, dont Merck KGaA annonce l'acquisition pour 900 millions d'euros en 2021[15]. Le projet est abandonné en 2024[16].

Debiopharm a plusieurs autres produits en développement en oncologie, notamment:
- Debio 0123, un inhibiteur de WEE1  pour le traitement du glioblastome et d'autres tumeurs solides[17] ;
- Debio 1562M, un ADC de deuxième génération qui cible le CD37 pour le traitement de certains cancers du sang dont la leucémie myéloïde aiguë (AML) et les syndromes myélodysplasiques (MDS) [18] ;
- Debio 4126, une formulation à libération prolongée d'un analogue de la somatostatine (SSA) pour le traitement de l'acromégalie [19]
- Debio 4326, un agoniste de l'hormone de libération de la gonadotrophine pour le traitement de la puberté précoce centrale [20]

  Debiopharm est l’une des rares entreprises privées à développer une nouvelle classe d’antibiotiques pour lutter contre les infections difficiles à traiter, notamment:
- L'afabicin contre le Staphylococcus aureus
- Debio 1453 contre Neisseria gonorrhoeae, responsable de la gonorrhée[22]